# Via Maris

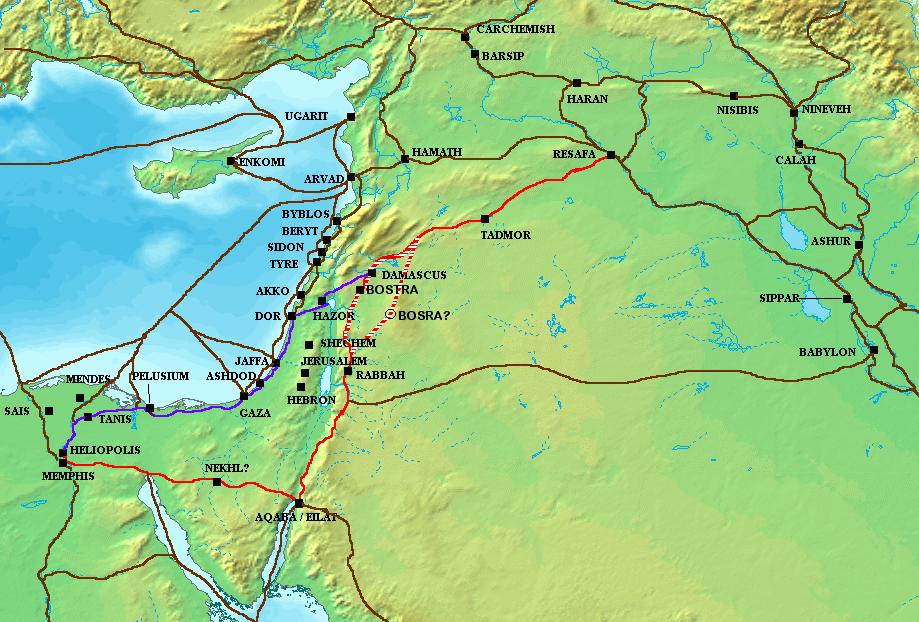
La Via Maris (en violet).

La formule latine Via Maris (« la route de la mer ») désigne une route commerciale du début de l'âge du bronze reliant le nord de l'Égypte à la Phénicie et à Damas en longeant le littoral méditerranéen après avoir quitté le delta du Nil.

## Nom
Le nom de Via Maris vient d'un passage de l'Évangile selon Matthieu (chapitre 4, verset 15) dans la Vulgate (traduction de la Bible en latin par saint Jérôme) : « terra Zabulon et terra Nepthalim via maris trans Iordanen Galilaeae gentium » [« la terre de (la tribu de) Zebulon et (de la tribu) de Nephtali, route de la mer de ceux de Galilée (pour aller) au-delà du Jourdain » . 
Ce passage est une paraphrase du Livre d'Isaïe (8, 23 dans la Bible hébraïque, 9, 1 dans la version chrétienne) dans laquelle est prophétisée la conquête du royaume d'Israël par les Assyriens : « primo tempore adleviata est terra Zabulon et terra Nephtalim et novissimo adgravata est via maris trans Iordanem Galileae gentium »,.
Elle est également appelée « route des Philistins », car elle traverse la région occupée par ce peuple.

## Itinéraire
Cette route, comme la route du Roi passant par le désert du Sinaï et la Transjordanie, débute à Héliopolis, ville proche de l'ancienne Memphis (et de l'actuelle ville du Caire). Elle rejoint Péluse, située sur le littoral au nord-est du delta du Nil. Elle longe ensuite la côte nord du Sinaï vers Rafah et Gaza, puis suit la côte de Canaan.
Arrivée au sud d'Acre (Akko), la Via Maris se divise en deux branches. La première continue le long de la côte et atteint la Phénicie. La seconde part vers le nord-est et l'intérieur des terres vers Megiddo, Migdal et Capharnaüm, traverse alors la vallée de Jezreel, la Galilée et atteint le lac de Tibériade à Hazor. Elle arrive ensuite sur le plateau du Golan, et termine son parcours à Damas.